# ناحية جيرود
ناحية جيرود إحدى نواحي سوريا تتبع إداريّاً لمحافظة ريف دمشق منطقة القطيفة ومركزها بلدة جيرود، بلغ تعداد سكان الناحية 31,821 نسمة حسب التعداد السكاني لعام 2004.

## بلدات وقرى ناحية جيرود
العطنة، جيرود، المنصورة، الناصرية.